# Groß Saubernitz

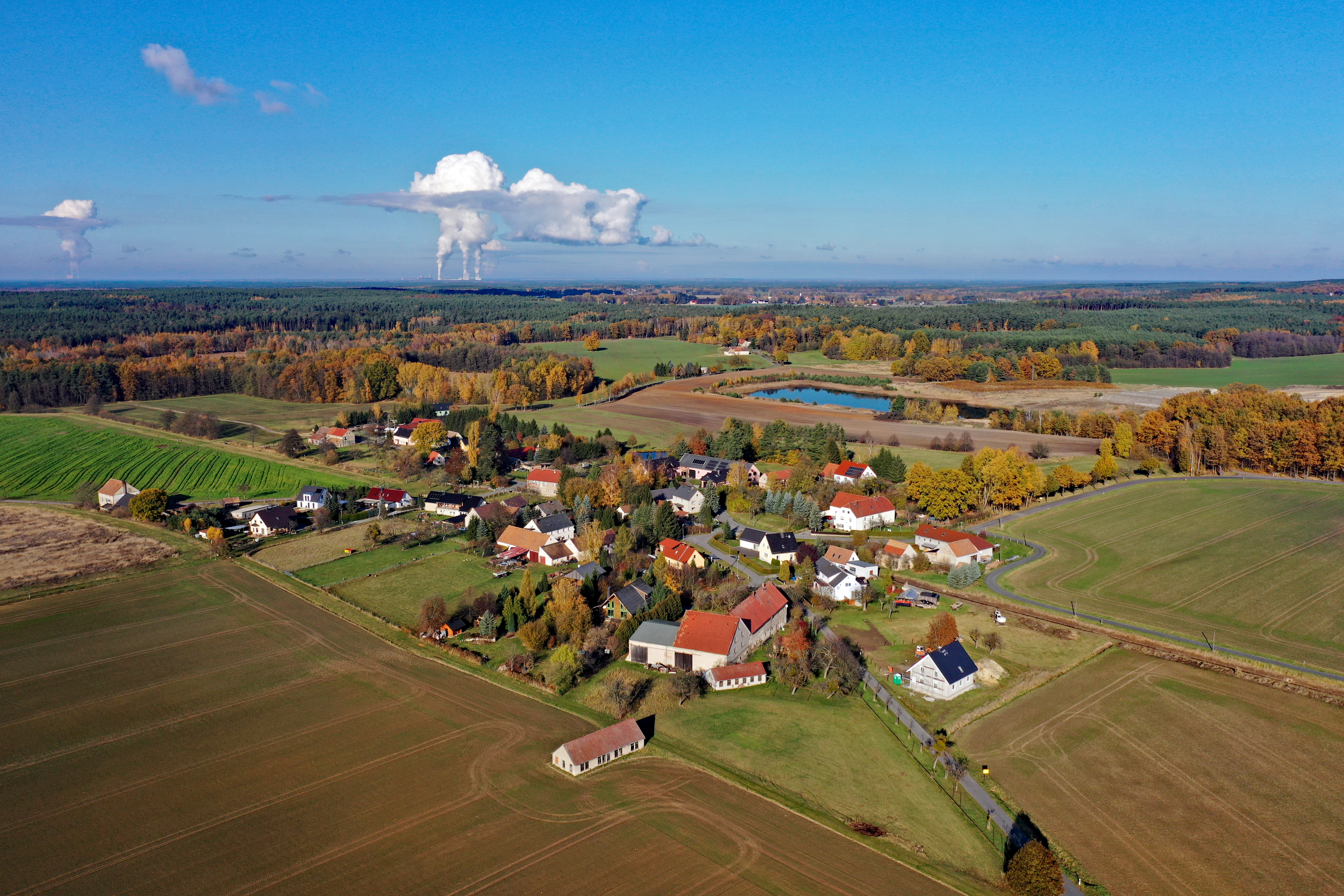
Luftbild

Groß Saubernitz, obersorbisch Zubornicaⓘ, ist ein Dorf im Westen des sächsischen Landkreises Görlitz. Es liegt in der Oberlausitz und gehört seit 1995 zur Gemeinde Hohendubrau. Der Ort zählt offiziell zum sorbischen Siedlungsgebiet.
Das Namenspräfix Groß dient der Unterscheidung zum etwa vier Kilometer nordwestlich gelegenen Ort Kleinsaubernitz (Gemeinde Malschwitz) im Landkreis Bautzen.

## Geographie
Der Ort liegt 20 km nordöstlich von Bautzen und 30 km nordwestlich von Görlitz am Nordrand des Oberlausitzer Gefildes auf circa 165 m ü. NN. Die Umgebung ist hügelig und erhebt sich im Süden mit dem direkt am Ortsrand gelegenen Groß-Saubernitzer Berg bis auf 203 m ü. NN. Der Bach Schwarzwasser durchquert Groß Saubernitz von Gebelzig kommend in Richtung Guttau. In den ausgedehnten Waldgebieten nordwestlich des Dorfes, die bereits zum Naturraum Oberlausitzer Heide- und Teichgebiet gehören, befinden sich in Richtung des Nachbarortes Dubrauke mehrere Fischteiche.
Groß Saubernitz ist ein Platzdorf, dessen Ausdehnung sich seit etwa 1900 nicht wesentlich verändert hat.

## Geschichte

### Ortsgeschichte
Der Ort wird erstmals um 1400 urkundlich erwähnt. In einem Bautzener Steuerverzeichnis aus dieser Zeit findet sich ein Petir von Sobirnicz. Zum Ende des 15. Jahrhunderts ist (mit Unterbrechungen) eine Zugehörigkeit von Groß Saubernitz zum Gut Gebelzig und später Nieder Gebelzig nachweisbar. Mindestens seit dem 16. Jahrhundert ist Groß Saubernitz nach Gebelzig gepfarrt, die Zugehörigkeit zum Kirchspiel in vorreformatorischer Zeit wird im Allgemeinen angenommen.

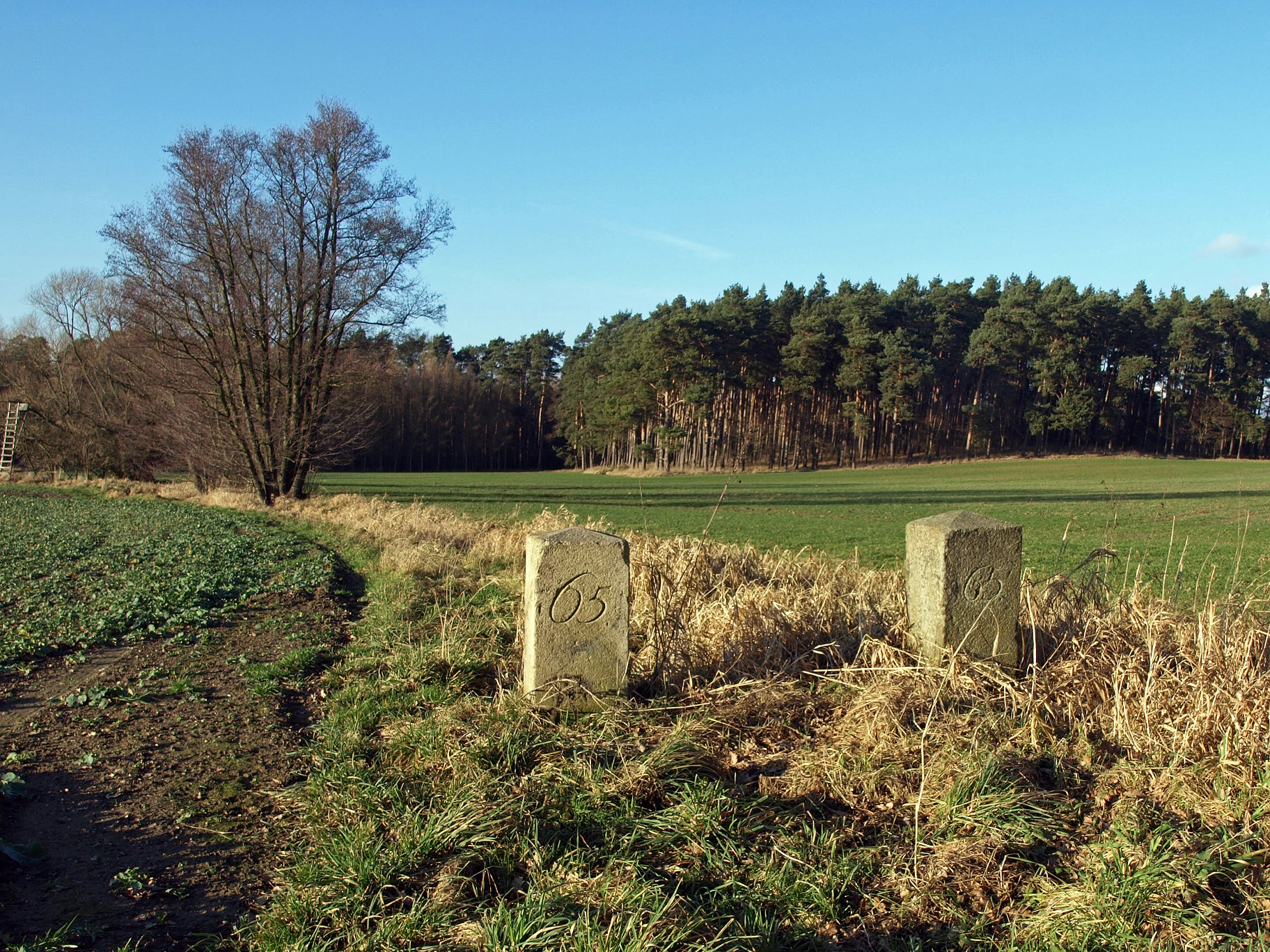
Grenzsteine Nr. 65 zwischen den Königreichen Sachsen und Preußen bei Groß Saubernitz

Bis 1815 gehörte Groß Saubernitz mit dem Görlitzer Kreis der Oberlausitz zum Kurfürstentum Sachsen. Nach dem Wiener Kongress wurde die neue preußisch-sächsische Grenze direkt am Großsaubernitzer Berg entlang gezogen, so dass der Ort selbst von nun an bis 1945 zur Provinz Schlesien beziehungsweise Niederschlesien (Kreis Rothenburg) gehörte. Das Dorf war auf drei Seiten von sächsischem Gebiet umgeben, lediglich im Osten nicht.
Als Ortsteil der Gemeinde Nieder Gebelzig kam Groß Saubernitz 1928 beim Zusammenschluss von Ober und Nieder Gebelzig in die neue Gemeinde Gebelzig. Von 1952 bis 1994 gehörte die Gemeinde zum Kreis Niesky, ab 1994 zum Niederschlesischen Oberlausitzkreis. Zum 1. Juli 1995 schlossen sich die Gemeinden Gebelzig, Groß Radisch und Weigersdorf zur Gemeinde Hohendubrau zusammen.
Bereits 1994 wurde in Groß Saubernitz eine mechanisch-biologische Kläranlage für die Gemeinden Groß Radisch und Gebelzig (und somit deren Ortsteilen Groß Saubernitz, Jerchwitz, Sandförstgen und Thräna) errichtet.

### Bevölkerungsentwicklung
| Jahr | Einwohner |
| ---- | --------- |
| 1825 | 149       |
| 1863 | 209       |
| 1880 | 181       |
| 2008 | 88        |
| 2014 | 76        |

Im Jahr 1777 wirtschaften in Groß Saubernitz vier Bauern, elf Gärtner und acht Häusler. Eine weitere Wirtschaft liegt wüst.
Anfangs und Mitte des 19. Jahrhunderts wächst die Bevölkerung von Groß Saubernitz; die Einwohnerzahl steigt von 149 im Jahr 1825 um 60 auf 209 im Jahr 1863. In jenem Jahr wurde ein 80-prozentiger sorbischer Bevölkerungsanteil verzeichnet. Rund 20 Jahre später ermittelte Arnošt Muka eine Bevölkerungszahl von 181 Einwohnern; davon waren 149 Sorben (82 %) und 32 Deutsche. Heute ist das Sorbische aus dem Alltag in Groß Saubernitz verschwunden.
Für das 20. Jahrhundert liegen keine amtlich erhoben Einwohnerzahlen vor. Zum 30. Juni 2008 hatte Groß Saubernitz 88 Einwohner und ist damit der viertkleinste Ortsteil Hohendubraus.

### Ortsname
Neben dem um 1400 verwendeten Namen Sobirnicz findet sich 1408 Sawbernicz. Im Jahr 1419 werden Groß- und Kleinsaubernitz als Zaubernicz magna und Zaubernicz parva urkundlich genannt, was gleichzeitig die – nach derzeitigem Wissensstand – urkundliche Ersterwähnung von Kleinsaubernitz darstellt, obwohl jener Ort deutlich älter sein dürfte als Groß Saubernitz.
Für Kleinsaubernitz finden sich 1490 Sawbernicz und 1504 Cleyne Sawbernicz, Groß Saubernitz wird 1572 als Sawernitz erwähnt. Die heutigen Namen sind 1658 als Kleinsaubernitz und 1791 als Groß Saubernitz und Klein Sauberniz überliefert.
Bei den sorbischen Namen der beiden Orte haben sich Zubornica (Groß Saubernitz) und Zubornička (Kleinsaubernitz) durchgesetzt. Damit wird die Unterscheidung zwischen den beiden Orten mit der Verkleinerungssilbe -k gebildet, obwohl sich noch um 1800 Wulka Suborniza und Mala Subornicza nachweisen lassen. 1843 werden Zubernica und Mała Zubernica genannt, 1886 tritt Zubernička für Kleinsaubernitz auf.
Abgeleitet sind die deutschen und sorbischen Namensformen vom altsorbischen Wort zubr „Auerochse, Wisent“.